# STAR Movies HD
STAR Movies HD 是迪士尼傳媒的一個對台灣播出的西洋電影頻道，目前主要播出由华特迪士尼影业、皮克斯、漫威影业和20世纪影业推出的电影。該頻道最初於2011年7月15日正式開播，1996年开始在台湾以独立版本播出（从衛視西片台分拆）。2024年1月1日台灣時間凌晨0點起，正式停播。

## 歷史
2011年7月15日，星空傳媒（今亞太迪士尼傳媒）在台灣推出的HD數位高畫質頻道。也同星衛HD電影台，起初重點進駐於中華電信MOD，並作為中華電信MOD特視頻道，補足2010年初當時還未啟用高畫質，仍僅以標準畫質播出的 STAR Moives。
2018年1月18日，STAR Moives 台灣頻道更名為 FOX Moives，HD頻道不受影響。
2022年1月1日，亞太迪士尼傳媒台灣分公司將其姊妹頻道的 FOX Movies 於再度更名為 STAR Movies GOLD。
2022年1月1日，Star Movies HD 更換了畫面右上角的台標
2024年1月1日，STAR Movies HD 和 STAR Movies GOLD 在台灣正式停播，並顯示「本頻道即將停止服務 衷心感謝您多年來的支持與收看」和「This channel is no longer available, Thank you for watching.」中英字樣以及台標的停播提示畫面。

## 常用連結
- Star Movies HD (Taiwan) | Logopedia | Fandom （页面存档备份，存于）
- STAR Mvies HD（亞太迪士尼傳媒 台灣官方網站） （页面存档备份，存于）（繁體中文）
- 617 Star Movies HD - 中華電信 MOD 網站 （页面存档备份，存于）
- STAR Movies GOLD & 衛視電影台（台灣）的Facebook專頁（繁體中文）
- STAR Movies GOLD & 衛視電影台（台灣）的Instagram帳戶（繁體中文）